# Iprez
| System                         | Oddział  | Piętro    | Wiek (mln lat) |
| ------------------------------ | -------- | --------- | -------------- |
| Neogen                         | Miocen   | Akwitan   | młodsze        |
| Paleogen                       | Oligocen | Szat      | 23,03–27,82    |
| Paleogen                       | Oligocen | Rupel     | 27,82–33,9     |
| Paleogen                       | Eocen    | Priabon   | 33,9–37,71     |
| Paleogen                       | Eocen    | Barton    | 37,71–41,2     |
| Paleogen                       | Eocen    | Lutet     | 41,2–47,8      |
| Paleogen                       | Eocen    | Iprez     | 47,8–56,0      |
| Paleogen                       | Paleocen | Tanet     | 56,0–59,2      |
| Paleogen                       | Paleocen | Zeland    | 59,2–61,6      |
| Paleogen                       | Paleocen | Dan       | 61,6–66,0      |
| Kreda                          | Górna    | Mastrycht | starsze        |
| Podział według IUGS, luty 2022 |          |           |                |

Iprez (ang. Ypresian)
- w sensie geochronologicznym – najstarszy wiek eocenu (era kenozoiczna), trwający około 7 milionów lat (od 55,8 ± 0,2 do 48,6 ± 0,2 mln lat temu). Iprez jest młodszy od tanetu (paleocen) a starszy od lutetu. Zakończenie tego wieku łączone jest z tzw. epizodem Azolla[1].

- w sensie chronostratygraficznym – najniższe piętro eocenu, wyższe od tanetu a niższe od lutetu. Stratotyp dolnej granicy iprezu znajduje się w pobliżu miejscowości Dababiya koło Luksoru (Egipt). Dolną granicę iprezu wyznacza wyraźna anomalia zawartości izotopu węgla 13C związana z epizodem Azolla[2].

Nazwa piętra (wieku) pochodzi od miasta Ieper (fr. Ypres) w Belgii. 
Przez okres ten panował na Ziemi stabilny klimat ze średnią temperaturą 25 °C i z niewielkim zróżnicowaniem stref klimatycznych. Formacje odpowiadające współczesnym lasom równikowym występowały do 45°N (współcześnie na tej szerokości znajdują się Francja, Chorwacja i Krym). Palmy rosły na Alasce, Grenlandii i w północnej Europie. W strefie okołobiegunowej panowały lasy klimatu umiarkowanie ciepłego z cypryśnikiem i sekwoją. Około 49 milionów lat temu zamknęła się cieśnina Turgajska łącząca Ocean Arktyczny z Oceanem Tetydy w miejscu współczesnej zachodniej Syberii. Spowodowało to zmiany w akwenie umożliwiające rozwój paproci azolla (tzw. epizod Azolla), których masowy rozwój przez kilkaset tysięcy lat i sukcesywne opadanie na dno, związało ogromne ilości węgla z atmosfery obniżając stężenie dwutlenku węgla i spowodowało przełączenie klimatu Ziemi z „cieplarnianego” na „zamrażarkowy”.